# Толстой Лев Миколайович
Лев Микола́йович Толсто́й (рос. Лев Николаевич Толстой; 28 серпня (9 вересня) 1828, с. Ясна Поляна, Тульська губернія, Російська імперія — 7 (20) листопада 1910, станція Астапово, Рязанська губернія) — один із найвідоміших російських письменників. Брав участь в обороні Севастополя. Просвітник, публіцист, релігійний мислитель, його авторитетний погляд послужив причиною виникнення нової релігійно-моральної течії у Російській імперії — толстовства. Член-кореспондент Імператорської академії наук (1873), почесний академік за розрядом красного письменства (1900). Пацифіст.
Письменник, ще за життя визнаний очільником російської літератури. Творчість Льва Толстого ознаменувала новий етап у російському та світовому реалізмі, виступивши містком між класичним романом XIX століття та літературою XX століття. Лев Толстой сильно вплинув на еволюцію європейського гуманізму, а також на розвиток реалістичних традицій у світовій літературі. Твори Льва Толстого багаторазово екранізувались та інсценувались у СРСР і за його кордоном; його п'єси ставились на сценах усього світу.
Найвідомішими творами Толстого є такі романи як «Війна і мир», «Анна Кареніна», «Воскресіння», автобіографічна трилогія «Дитинство», «Отроцтво», «Юність», повісті «Козаки», «Смерть Івана Ілліча», «Крейцерова соната», «Хаджі-Мурат», цикл нарисів «Севастопольські оповідання», драми «Живий труп» і «Влада темряви», автобіографічні релігійно-філософські твори «Сповідь» і «У чому моя віра?», антивоєнні твори «Царство Боже всередині вас», «Одумайтесь!», «Закон насильства і закон любові» та інші.

## Життєпис

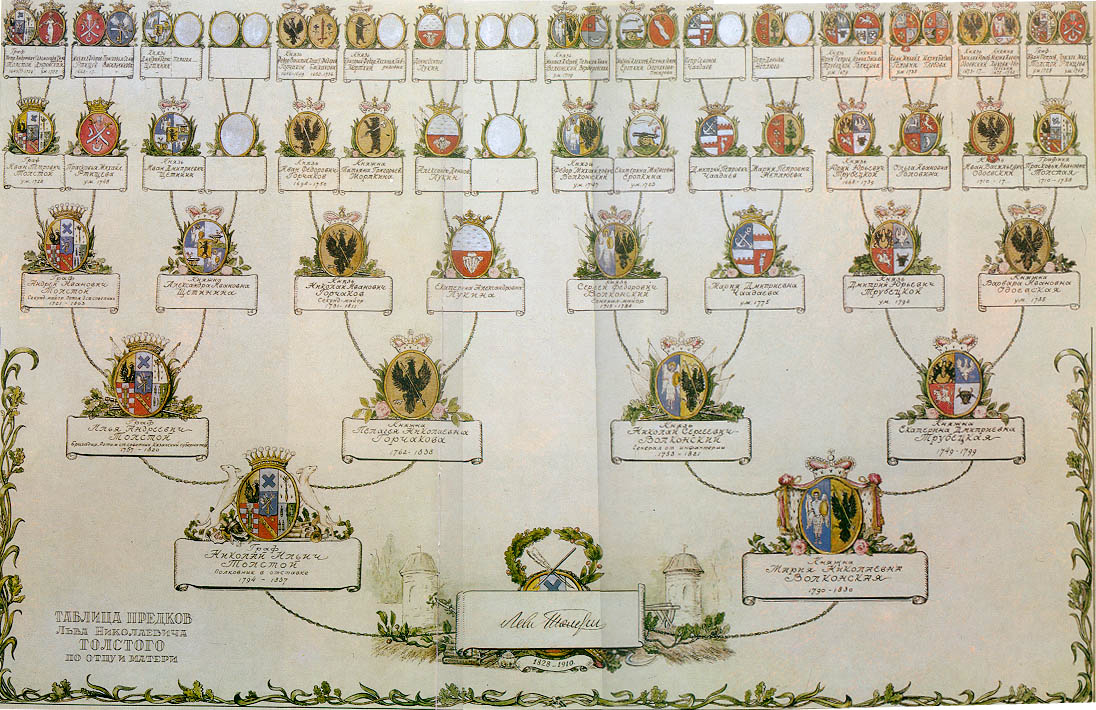
Родове дерево Лева Толстого

### Дитинство
Народився 9 вересня 1828 у садибі Ясна Поляна Тульської губернії (нині музей-садиба в Тульській області), в одній з найзнатніших російських дворянських родин. Далекий родич Лева Миколайовича, Петро Олексійович Толстой, сподвижник Петра I, був жорстоким, підступним і властолюбним вельможею, людиною великого державного розуму і величезної сили волі. За заслуги перед царем йому був подарований графський титул. За материнською лінією, Лев Миколайович належав до давнього роду князів Волконських. Належність до аристократії багато в чому визначала поведінку і думки Толстого. У юності і в зрілі роки він багато роздумував про особливе покликання старого російського дворянства, що зберігає ідеали природності, особистої честі, незалежності й свободи. На схилі віку його стало обтяжувати привілейоване становище і побутовий устрій, несхожий на побут простого народу.
Перші роки життя Толстого пройшли в маєтку батьків Ясна Поляна недалеко від міста Тули. Дуже рано, у півторарічному віці, він втратив матір Марію Миколаївну, жінку емоційну і рішучу. Толстой знав багато сімейних розповідей про матір. Образ її був овіяний для нього найсвітлішими відчуттями. Батько, Микола Ілліч, відставний полковник, дружив із декабристами Ісленьєвим і Колошиним. Він відрізнявся гордістю і незалежністю у відносинах з представниками влади. Для Толстого-дитини батько був втіленням краси, сили, пристрасної, азартної любові до радощів життя. Від нього він успадкував захоплення псовим полюванням, красу і азарт якої багато років опісля Толстой виразив на сторінках роману «Війна і мир» в описі цькування вовка гончаками старого графа Ростова.
Теплі та зворушливі спогади про дитинство були пов'язані у Толстого також зі старшим братом Николенькою. Николенька навчив маленького Льовушку незвичайним іграм, розповідав йому та іншим братам історії про загальне людське щастя.
У першій повісті Толстого «Дитинство» її герой Николенька Іртеньєв, багато в чому біографічно та душевно близький авторові, говорить про ранні роки свого життя: «Щаслива, щаслива, безповоротна пора дитинства! Як не любити, не леліяти спогадів про неї? Спогади ці освіжають, прославляють мою душу і служать для мене джерелом кращої насолоди». Ці слова міг би сказати про своє дитинство і автор повісті.

### Юність
1837 — сім'я Толстого переїхала з Ясної Поляни до Москви. Закінчилося безтурботне, радісне дитинство. Влітку цього року несподівано помер батько, опікункою осиротілих дітей стала їхня тітка, сестра батька Олександра Іллівна Остен-Сакен. Через 4 роки вона померла. Родина Толстого переїхала до Казані, де проживала інша тітка, Пелагея Іллівна Юшковська.
1844 року Толстой, бувши аристократом за походженням, одразу вступив на філософський факультет Казанського університету. Вчився несистематично, пропускав лекції і зрештою не був допущений до перехідних іспитів. Не отримавши допуску до здачі екзамену з історії, він 1845 року перейшов на юридичний факультет. Але і тут викладали історію, лекції з якої йому здавалися нудними й неприємними. Знов почав їх пропускати. Вдавався зі всією пристрасністю до світських веселощів і гульні. Тоді він зневажливо ставився до людей несвітських, неаристократичних. Брат Сергій називав його «дріб'язковим малим». Але не тільки світські веселощі захоплювали Толстого. Він багато роздумував про долю людства, про місце наук у житті. Якось Толстой-студент зауважив у розмові: «Історія… — це не що інше, як збір байок і марних дрібниць, пересипаних масою непотрібних цифр і власних імен…». У науках молодий Толстой шукав перш за все практичного сенсу. Його не цікавили знання, які не могли бути застосовані в повсякденному житті. Такий погляд на науку взагалі характерний для багатьох людей, світогляд яких формувався в 1840-і рр.
Різкість і незалежність думок Толстого зберігалися впродовж всього життя. А заперечення традиційної історичної науки з новою силою виявилося в 1860-ті в романі «Війна і мир».
12 квітня 1847 — розчарований університетською освітою, він подав прохання про виключення з університету. Він вирушив у Ясну Поляну, сподіваючись випробувати себе на новій царині — впорядкувати побут своїх кріпаків. Дійсність розбила його задуми. Селяни не розуміли пана, відмовлялися від його порад і допомоги. Толстой вперше гостро відчув величезну, непереборну прірву, що розділяла його, поміщика, і простий народ. Соціальні та культурні перепони між освіченою верствою й народом стали однією з постійних тем художньої прози і статей Толстого.
Свій перший невдалий досвід господарювання він описав через декілька років в оповіданні «Ранок поміщика» (1856 рік), герой якого, Нехлюдов, наділений рисами Толстого.
Повернувшись з Ясної Поляни, Толстой провів кілька років у Петербурзі та в Москві. Він детально аналізує в щоденниках свої вчинки та переживання, прагне виробити програму поведінки, досягти успіхів у різних науках і сферах життя, в кар'єрі. Із самоаналізу в щоденниках зростала його художня проза. Толстой у щоденниках 1847—1852 ретельно фіксував різні переживання та думки в їхніх складних і суперечливих зчепленнях. Він холодно аналізував прояв егоїстичних настроїв у високих і чистих відчуттях, простежував рух, перетікання одного емоційного стану в інший. Спостереження над собою чергуються з описами зовнішності, жестів і характеру знайомих, з роздумами про те, як створювати літературний твір. Толстой орієнтувався на досвід психологічного аналізу письменників-сентименталістів XVIII століття Л.Стерна і Ж.-Ж.Руссо, засвоїв прийоми розкриття переживань у романі М. Лермонтова «Герой нашого часу». У березні 1851 Толстой написав «Історію вчорашнього дня» — уривок, у якому детально описує свої відчуття. Це вже не просто щоденниковий запис, а художній твір.

### Офіцер і літератор
У квітні 1851 вирушив на Кавказ, де російські війська вели війну з місцевими горянами. У січні 1852 поступив на службу в артилерію. Брав участь у битвах, працював над повістю «Дитинство». Її надрукували під заголовком «Історія мого дитинства» (назва належала Некрасову) в № 9 журналу «Современник» за 1852 р. Вона принесла Толстому успіх і славу одного з найталановитіших російських письменників. 1854 року також у № 9 «Современника» з'явилося продовження — повість «Отроцтво», а в № 1 за 1857 опублікували повість «Юність», що завершила розповідь про Николенька Іртеньєва — героя «Дитинства» й «Отроцтва».
Своєрідність «Дитинства» й «Отроцтва» тонко помітив літератор і критик М. Чернишевський в статті «Дитинство і отроцтво. Військові оповідання гр. Толстого» (1856). Він назвав відмінними рисами толстовського таланту «глибоке знання таємних рухів психічного життя і безпосередню чистоту етичного відчуття». Три повісті Толстого — не послідовна історія виховання і дорослішання головного героя і розповідача, Николеньки Іртеньєва. Це опис низки епізодів його життя — дитячих ігор, першого полювання і першої закоханості в Сонєчку Валахіну, смерті матері, відносин з друзями, балів і навчання. Те, що оточує, здається дрібним, негідним уваги, і те, що для інших є дійсними подіями життя Николеньки, у свідомості самого героя-дитини займають рівне місце. Образа на вихователя Карла Івановича, який убив над головою Николеньки муху хлопавкою і розбудив його, переживається героєм не менш гостро, ніж перше кохання або розлука з рідними. Толстой докладно описує відчуття дитини. Зображення відчуттів у «Дитинстві», «Отроцтві» і «Юності» нагадує аналіз власних переживань у щоденниках Толстого. Намічені в щоденниках і втілені в цих трьох повістях принципи зображення внутрішнього світу персонажів перейшли в романи «Війна і мир», «Анна Кареніна» і в багато інших пізніших творів Толстого.

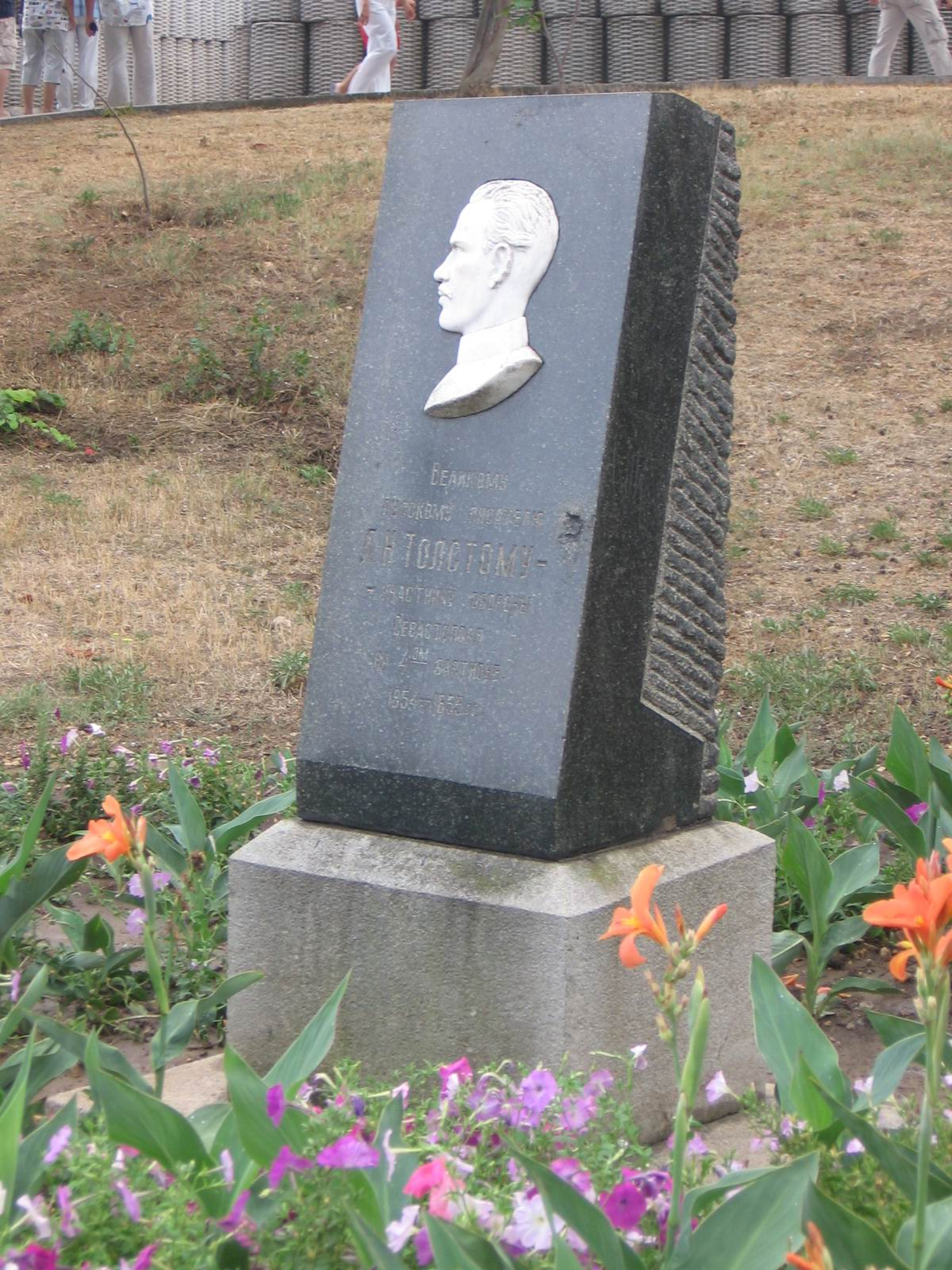
Стела на пам'ять учасника оборони Севастополя 1854—1855 рр. Л.Толстого біля 4-го бастіону

Тема простоти і природності як вищої цінності життя і «суперечка» з «парадним», красивим зображенням війни виражена в Севастопольських оповіданнях Толстого: «Севастополь у грудні» (1855), «Севастополь у травні» (1855) і «Севастополь у серпні» 1855 року (1856). У нарисах описані епізоди оборони Севастополя росіянами під час Кримської війни. Толстой сам брав участь в обороні Севастополя і багато днів і ночей провів у найнебезпечнішому місці — на 4-му бастіоні, який нещадно обстрілювала ворожа артилерія.
Севастопольські оповідання Толстого — це не панорамний опис всієї багатомісячної гігантської битви за місто, а замальовки кількох днів із життя його захисників. Саме у деталях — у зображенні буднів солдатів, матросів, сестер милосердя, офіцерів, міщан — Толстой шукає справжню правду війни.
Провідний мотив севастопольських оповідань — протиприродність і безумство війни. У нарисі «Севастополь у грудні» Толстой описує не дивовижну правильність бою, а страшні сцени страждань поранених у госпіталі. Він використовує прийом контрасту, різко зіштовхуючи мир живих і прекрасну природу зі світом мертвих — жертв війни. Наприклад, розповідає про дитину, що збирає польові квіти між трупами, що розкладаються, й зачіпає ногою витягнуту руку безголового мерця.

### Письменник

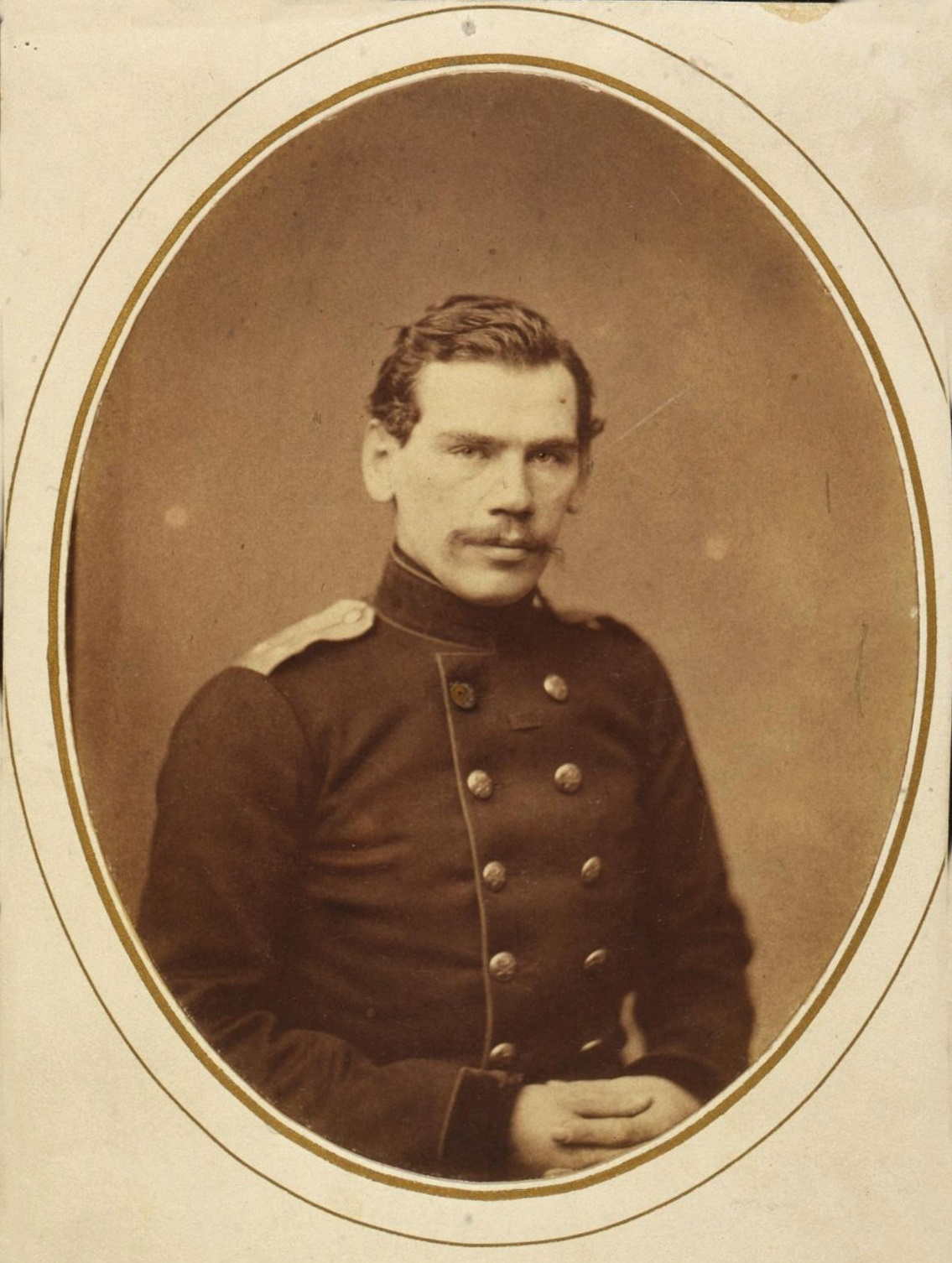
Лев Толстой, 1856

19 листопада 1855 прибув до Петербурга. Його ім'я вже овіяне славою. На співпрацю з Толстим сподівалися письменники і журналісти різних напрямів. Але літературне середовище, дух літературних гуртків і суперництва відштовхнув Толстого від нових знайомих. Їхні інтереси здаються йому дрібними і нікчемними, життя — метушливим і безглуздим. Толстой відводив душу в гульні з циганами і в нестримній картярській грі. У травні 1856 залишив Петербург і поселився в Ясній Поляні.
Восени 1859 відкрив у Ясній Поляні школу для селянських дітей. Він займався з дітьми історією, давав їм теми для творів. До 1861 року в селах, які належали Толстому, було створено 21 школу. 1862 року школу закрили після поліційного обшуку. Причиною стали підозри влади в тому, що студенти, що викладали в яснополянській школі, займалися антиурядовою діяльністю. Висновки зі своєї діяльності в яснополянській школі письменник сформулював у статті зі «скандальною» назвою: «Кому у кого вчитися писати: селянським хлоп'ятам у нас або нам у селянських хлоп'ят?». На думку Толстого, народне мистецтво і культура не нижчі, а скоріше вищі за культуру і мистецтво, визнані в освіченому суспільстві. Селянські діти зберігають душевну чистоту і природність, загублену в освічених станах. Їхнє навчання цінностям «високої» культури, вважає Толстой, навряд чи необхідно. Навпаки, сам письменник, займаючись з ними, опинився в ролі не вчителя, а учня.
1862 — одружився з дочкою московського лікаря Софією Андріївною Берс. Весіллю передували сумніви Толстого в силі і глибині свого почуття, у здатності принести щастя майбутній дружині та знайти самому заспокоєння і радість у новому, сімейному житті. Після весілля молоде подружжя виїжджає в Ясну Поляну. 25 вересня Толстой записує в щоденнику: «Неймовірне щастя». Взаємне нерозуміння, важкі сварки, відчуженість один від одного — поки все це в далекому майбутньому.
1863 — опублікував повість «Козаки», працювати над якою почав ще в середині 1850-х. Повість, як і багато інших його творів, автобіографічна. У її основі лежать кавказькі спогади, перш за все — історія його неподіленої любові до козачки, що жила в Старогладківській станиці. Він обирає традиційний для романтичної літератури сюжет: любов охолодженого, розчарованого життям героя-утікача з набридлого світу цивілізації до «природної» і пристрасної героїні. На цей сюжет були написані поеми О. С. Пушкіна «Кавказький полоняник» і «Цигани». «Циган» Толстой перечитував, працюючи над «Козаками». Але він додав цьому сюжету новий смисл. Молодий дворянин Дмитро Оленін лише зовні нагадує романтичного героя: його втома від життя неглибока. Він тягнеться до природної простоти, стихійного життя козаків, але залишається їм чужий. Інтереси, виховання, соціальний стан Оленіна віддаляють його від мешканки козацької станиці. Красуня козачка Мар'яна віддає перевагу над ним відчайдушному козакові Лукашку. Оленін жадібно вбирає нехитрі і мудрі думки старого козака, мисливця і колишнього злодія дядька Єрошки: щастя, сенс життя — в захваті всіма її радощами, в плотській насолоді. Але він ніколи не зможе стати таким простим, безтурботним, добрим і злим, чистим і цинічним одночасно, як дядько Єрошка.
1856–1863 — працював над романом про декабристів. Коріння подій 14 грудня 1825 він побачив в подіях війни 1812 року — часу духовного пробудження народу, єднання дворянства й простих людей в боротьбі з іноземцями. Так виник задум роману «Війна і мир». Роман писався впродовж 1863–1869 рр. (виданий у 1865–1869 рр., у виданнях 1873 і 1886 до тексту внесені деякі зміни).
1877 — закінчив свій другий роман — «Анну Кареніну» (опублікований в 1876–1877 рр.).

### «Війна і мир»
Виходу «Війни і миру» передувала робота над романом «Декабристи» (1860—1861), до якого автор неодноразово повертався, але який так і залишився незавершеним. А на долю «Війни і миру» випав небувалий успіх. Уривок з роману під назвою «1805 рік» з'явився в «Російському віснику» у 1865 роки; в 1868 році вийшли три його частини, за якими незабаром пішли інші дві [До 5]. Перші чотири томи «Війни і миру» швидко розійшлися, і знадобилося друге видання, яке і було випущено в жовтні 1868 року. П'ятий і шостий томи роману вийшли в одному виданні, надрукованому вже збільшеним тиражем .
«Війна і мир» стала унікальним явищем як у російській, так і в закордонній літературі. Цей твір увібрав в себе всю глибину і потаємність психологічного роману з розмахом і багатофігурністю епічної фрески. Письменник, за словами В. Я. Лакшина, звернувся «до особливого стану народної свідомості в героїчну пору 1812 року, коли люди з різних верств населення об'єдналися в опорі іноземній навалі», що, своєю чергою, «створило ґрунт для епопеї».
Національні російські риси автор показав у «прихованій теплоті патріотизму», у відразі до показної героїки, в спокійній вірі в справедливість, в скромну гідність і мужність простих солдатів. Він зобразив війну Росії з наполеонівськими військами як всенародну війну. Епічний стиль твору передається через повноту і пластичність зображення, розгалуженість і перехрещення доль, незрівнянні картини російської природи.
У романі Толстого широко представлені найрізноманітніші верстви суспільства, від імператорів і королів до солдатів, кожен вік і все темпераменти на просторі царювання Олександра I.
Толстой був задоволений своєю працею, проте вже в січні 1871 року він відправив А. А. Фету лист: «Як я щасливий … що писати багатослівні дурниці на кшталт „Війни“ я більше ніколи не стану». Однак навряд чи Толстой перекреслював важливість своїх попередніх творінь. На питання Токутомі Рока в 1906 році, який свій твір Толстой любить найбільше, письменник відповів: «Роман „Війна і мир“».

### «Одумайтесь!»
«Одумайтесь!» — антивоєнна стаття Льва Толстого, написана у 1904 році після початку російсько-японської війни.
Стаття починається загальною оцінкою війни: «Знову нікому не потрібні, нічим не викликані страждання, знову брехня, знову загальне одурення, озвіріння людей.»
Толстой відмовляється вірити в те, що війна відбувається не уві сні, а наяву, настільки вона суперечить постулатам як російської державної релігії — християнства, так і принципам буддизму — головної, на думку Толстого, релігії Японії. І та й інша релігія, як свідчить Толстой, забороняє вбивство. Називаючи війну «найбільшим злочином у світі» та «вбивством братів», він показує, що лише «віковим насильством і обманом» вдалося довести народи до визнання війни «доблесною справою».
Провину за обман народів Толстой покладає на «освічених людей, готових проповідувати війну, сприяти їй, брати участь у ній і, що найгірше, не наражаючись на небезпеку війни, збуджувати до неї, посилати на неї своїх нещасних, обдурених братів».
Кожен розділ статті, крім останньої, складається з двох частин. У першій частині наведено думки різних мислителів про війну. У другій частині Лев Толстой висловлює власне ставлення та аналізує причини війни. На його думку, причиною війни є урядова ідеологія, яка під виглядом патріотизму насаджує ненависть до інших народів. Поруч із політиками і дипломатами, істотну роль у розв'язуванні війни грають журналісти, які виправдовують мілітаристську ідеологію. Порятунок людства від воєн у встановленні у людях істинної релігії, прихованого у кожному морального початку, вимагає любові до ближнього і служіння йому, як наслідок, відмови від участі у військових діях.
У зв'язку з неможливістю опублікувати її в Російській імперії, стаття була опублікована в британській газеті «Таймс» 27 червня 1904 року.

## Криза

Портрет роботи Івана Крамського, 1873

У другій половині 1860-х — в 1870-х Толстой переживає болісну духовну кризу. У 1869 він відправився дивитися маєток в Пензенській губернії, який розраховував вигідно купити. Дорогою заночував у арзамаському готелі. Заснув, але раптом з жахом прокинувся: уявилося, що він зараз помре.
Свої відчуття Толстой описав у незавершеній повісті «Записки божевільного», над якою працював у 1885–1886 р. Страх смерті, відчуття порожнечі й нісенітниці життя переслідували Толстого впродовж кількох років. Він намагався шукати утіхи у філософії, в православній вірі та в інших релігіях. Але не отримав ні від філософів, ані від богословів зрозумілої і близької йому відповіді про сенс життя. Філософія та наявні релігії представилися Толстому беззмістовними і непотрібними. Його неодноразово відвідували думки про самогубство.
Криза була подолана на рубежі 1870 — 1880-х1880-х. Толстой приходить до визнання позарозумної, інтуїтивної народної релігійності єдиною відповіддю на питання про сенс життя. У опрощенні, в уподібненні себе людям з народу, селянам він побачив призначення і борг дворян, інтелігентів — всіх, хто входить в привілейоване суспільство. При цьому він не прийняв і не розумів народної віри в чудове і потойбічне. Нова віра, якої вчив Толстой в своїх релігійно-філософських творах 1880-х і пізнішого часу, була перш за все етичним ученням. Бог для Толстого — це вищий, чистіший початок в душі людини, втілення етичного принципу. Толстой вважав, що існуючі християнські релігії, зокрема, православ'я, спотворюють дух і суть заповідей, віровчення Христа. Він не міг прийняти позараціонального, надрозумного в богослов'ї (церковних догматів). Дорікав церкві в примиренні з насильством або навіть у виправданні насильства. За думкою Толстого, будь-яке насильство неприпустимо в людському суспільстві. Подолання зла, перемога над ним і здійснення християнського ідеалу загального братерства можливі тільки завдяки етичному вдосконаленню кожної людини. Про подолання духовної кризи і про свою нову віру Толстой розповів в «Сповіді» (написана в 1879–1882 рр., опублікована 1884).
Толстой переосмислив все своє життя. Він прийшов до думки, що лише життя простого народу близьке до етичних істин. У статті «Що таке мистецтво?» (1898) він відкидає все в світовій культурі, створене людьми з панівних класів. На думку Толстого, єдина дійсна функція мистецтва — дати «знання відмінності між добром і злом», і цю функцію повною мірою виконує тільки мистецтво, створене простим народом. Бідність і страждання знедолених болісно переживалися Толстим. Він був одним з організаторів суспільної допомоги голодним селянам 1891. Особиста праця, перш за все фізична, відмова від багатства, від власності, нажитої завдяки роботі інших, він вважає необхідним для спроможних людей. Про це він написав в публіцистичному творі «Так що ж нам робити?», над яким працював в 1882–1886. Толстой прийшов до думки про те, що приватна власність на землю протиприродна, що держава, що вдається до насильства, до жорстоких покарань, не має існувати.
1908 — дізнавшись про повішення в Херсоні 12 селян, які брали участь в діях проти поміщиків, відгукнувся на це статтею «Не можу мовчати».
Ідеї пізнього Толстого нагадують соціалістичне учення. Але на відміну від соціалістів, він був переконаним супротивником революції. І шлях до людського щастя бачив перш за все не в соціальних і економічних змінах, а в етичному самовдосконаленні кожної людини. Помірність бажань, скромне життя, без розкоші, звільнення від пристрастей, обмеження або придушення статевого ваблення — такі, згідно з Толстим, мають бути етичні орієнтири.
Позиція пізнього Толстого — це позиція пророка, викривача суспільної та державної неправди, що проголошує віровчення вселюдської братської любові й праці. Толстой-публіцист і вчитель життя набув величезної популярності не тільки в Росії, але й у всьому світі. Ясна Поляна стає місцем паломництва: до Толстого за порадою приходять люди з різних верств, з багатьох країн. 22 лютого 1901 Синод — найвищий церковний орган в Росії того часу — виніс визначення про відлучення Толстого від церкви, вказавши на антиправославний дух толстовського вчення. Але відлучення не послабило виняткового впливу Толстого на російське суспільство. На півдні Росії його послідовники — толстовці — створили сільськогосподарські комуни, жили, спільно обробляючи землю.

## Пізня творчість

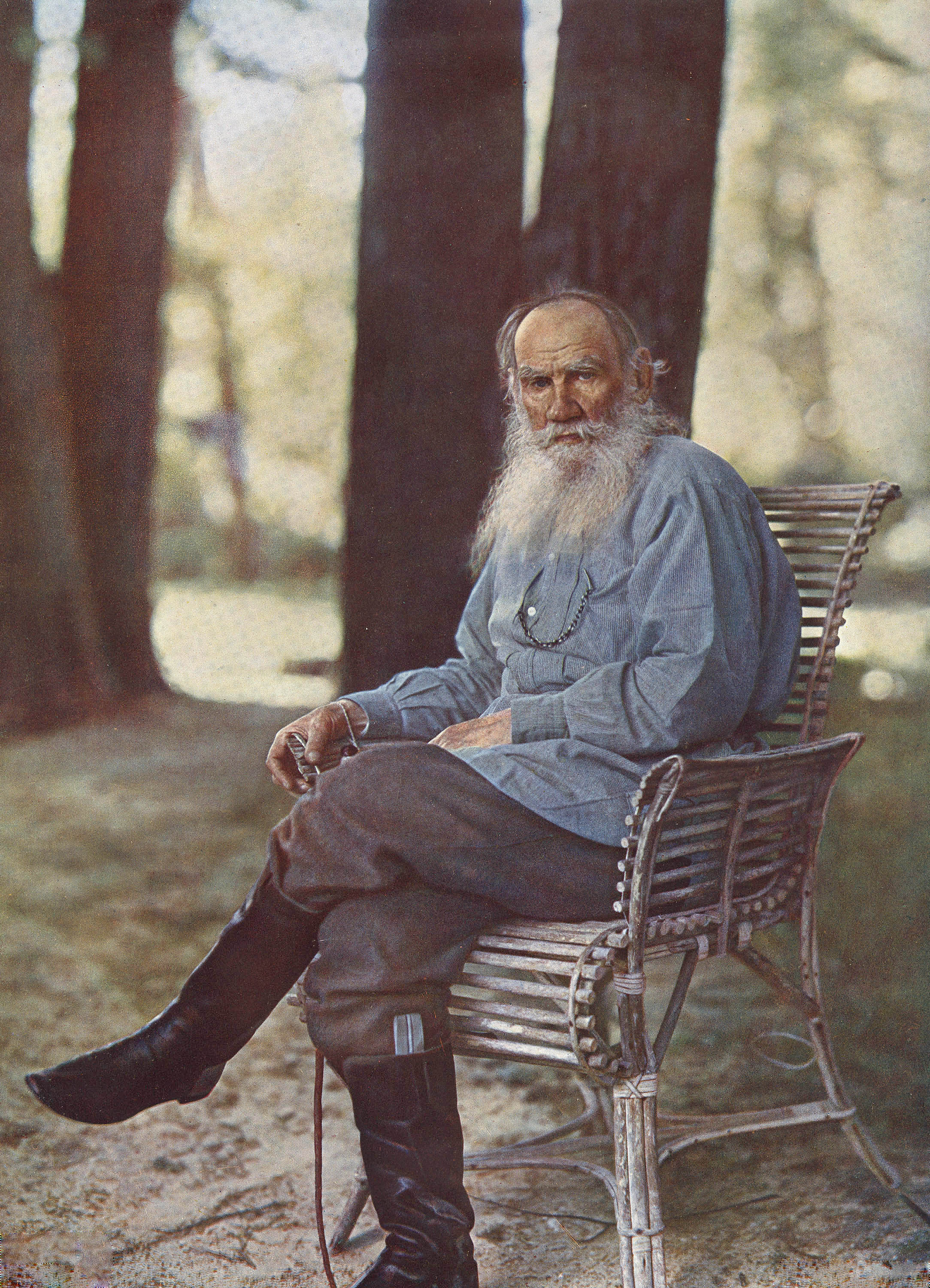
Лев Толстой в Ясній Поляні, 1908 р.

У творчості пізнього Толстого яскраво виявилися прагнення до простоти стилю і пряма повчальність. Він створив численні твори, написані в наслідування народним легендам і казкам, в яких виразив своє розуміння учення Христа, уявлення про гідне і праведне життя і про ідеальне суспільство.
Збоченість, неправильність життя людей, устрою суспільства — основна тема творчості пізнього Толстого. У повісті «Отець Сергій» (Толстой працював над нею в 1890-х, опублікована після смерті в 1911) зображається історія життя князя Степана Касатського, що стає ченцем Сергієм, вкрай самолюбної людини, що проходить через спокусу славою до простого покірливого життя убогого мандрівника. У повісті «Крейцерова соната» (1887–1889) Толстой представив статеву любов між чоловіком і жінкою низьким, негідним людини відчуттям. У п'єсі «Живий труп» (1900, опублікована посмертно, в 1911) в центрі уваги автора — ненормальність законів і влади, що примушують подружжя, що розлюбило і готове розлучитися один з одним, до продовження сумісного життя. Головний герой п'єси, Федя Протасов, відчуває порожнечу навколишнього суспільства і знаходить вихід в хмільному розгулі. Прагнення розв'язати заплутаний вузол відносин із залишеною дружиною Лізою і з закоханим у неї чесним, але обмеженим і нездатного зрозуміти Протасова Віктором Кареніним приводить головного героя до самогубства.
У романі «Холстомір» (1885, перший варіант — 1864⁣ — ⁣1865) потворність відносин, що панують серед людей, викрита завдяки особливому прийому: події зображені в сприйнятті коня Холстоміра. Розповідь побудована на контрасті — трагічне життя мудрого Холстоміра й історія безглуздого існування його колишнього господаря, розпусного й егоїстичного князя Серпуховського.
Прозріння героя, етичне, духовне перетворення на порозі смерті — сюжет повістей «Смерть Івана Ілліча» (1881–1882, 1884–1886, опублікована в 1886) і «Господар і працівник» (1894–1895). Смертельно хворий великий чиновник Іван Ілліч переконується, наскільки порожнє було його життя, у якому він слідував тим же правилам і звичкам, що і інші люди його оточення. Повість будується на контрасті нових уявлень Івана Ілліча про життя і думок, властивих його сім'ї і товаришам по службі. Герой другої повісті, господар заїжджого двору жадібний і чужий докорам совісті Брехунів несподівано для самого себе рятує ціною життя свого працівника Микиту.
1889–1899 — працював над своїм останнім романом — «Воскресіння». У основі сюжету — етичне відродження багатого дворянина Дмитра Івановича Нехлюдова і повії Катюши Маслової, яку Нехлюдов колись спокусив. У «Воскресінні» Толстой відмовляється від свого улюбленого прийому — зображення переживань героїв — «діалектики душі». Опис складного руху суперечливих переживань замінюється прямими думками-оцінками Нехлюдовим себе і навколишніх людей. Толстой описує парадоксальну, «перевернену» ситуацію: Нехлюдов, винний в етичному падінні Катюши Маслової, виявляється її юридичним суддею. Він потрапляє в число присяжних засідателів, які розв'язують питання про винність Маслової (Маслову підозрюють в причетності до отруєння купця-відвідувача публічного будинку).
Толстой зображає цілу галерею персонажів з різних прошарків — чиновників, кримінальних злочинців, революціонерів. Автор роману виступає в ролі безжального судді сучасного суспільного і державного устрою.
1896–1904 — написав повість «Хаджі-Мурат» (вперше опублікована посмертно, 1912). Її сюжет — історія переходу на бік росіян чеченця Хаджі-Мурата, що прагне помститися імаму Шамілю. На відміну від інших пізніх творів Толстого, в «Хаджі-Мураті» відсутня очевидна авторська мораль. Тому не випадково Толстой не хотів видавати цю повість. Хаджі-Мурат — типтип «природного героя», що привертав увагу ще молодого Толстого. Прагнення свободи — його основна риса. Хаджі-Мурату не чужі негативні якості. Але він, при всій своїй підступності, простодушний і цим протиставлений двом володарям-ворогам — лицемірному Миколі I і Шамілю. Толстой вдається до прийому викривання ненормальності життя російського світського суспільства та двору, зображуючи їх через сприйняття Хаджі-Мурата, що помічає все дивне, протиприродне. Повість побудована на прийомі смислового перегукування подій. Історія Хаджі-Мурата, жертви обману російського царя і його оточення, співвіднесена з долею нещасного російського солдата Авдєєва.

### Родинні проблеми

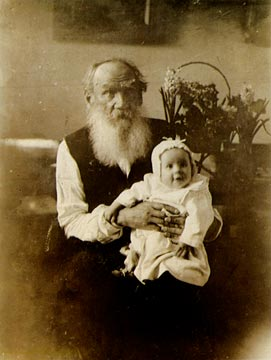
1906, Толстой з онукою, фотографія зроблена дружиною

З початку 1880-х у відносинах між Толстим і його дружиною та синами наростає взаємовідчуження. Толстой відчував муки і сором через своє багатство. Розлад між ученням, що закликає до відмови від багатства, і власною поведінкою був для нього нестерпно тяжкий. У 1880-х між Толстим і Софією Андріївною визріває конфлікт через майно й доходи від видань творів письменника. 21 травня 1883 він надав дружині повну довіреність на ведення всіх майнових справ, за два роки розділив усе своє майно між дружиною та дітьми. Усе майно він хотів роздати нужденним, але його зупинила загроза дружини оголосити його божевільним і заснувати над ним опіку. Софія Андріївна відстоювала інтереси й добробут родини. Толстой надав усім видавцям право на вільне видання всіх своїх творів, що вийшли після 1881 (цей рік Толстой вважав роком власного етичного перелому). Але Софія Андріївна вимагала привілеї для себе на видання зібрання творів чоловіка. 22 липня 1910 Толстой склав заповіт, у якому надавав усім видавцям право на видання своїх творів. Цей заповіт загострив відносини з дружиною. Відчуваючи неможливість збереження миру в родині й бажаючи вповні наслідувати ідеал спрощення і трудового життя, Толстой о 5-й годині ранку 28 жовтня 1910 разом зі своїм лікарем Д. П. Маковицьким залишив Ясну Поляну. За кілька днів до них приєдналася дочка Льва Миколайовича, Олександра Львівна. Толстой мав намір їхати на південь, потім, імовірно, за кордон. Думав стати селянином.

### Смерть
О 6-й годині 35 хвилин вечора 31 жовтня поїзд, що прямував у Ростов-на-Дону, прибув на станцію Астапово Рязансько-Уральської залізниці. Толстой, у якого піднялася температура, був вимушений зупинитися в будиночку начальника станції Івана Озоліна. Лікарі визначили запалення легень. О 6.05 7 (20) листопада 1910 Толстой помер.
10 (23) листопада 1910 року письменника поховали в Ясній Поляні, скраю лісового яру, де в дитинстві він разом із братом шукав «зелену паличку», яка зберігала «секрет» ощасливлення всіх людей.

## Особисте життя

### Сексуальна орієнтація
Лев Толстой мав виразний гомосекуальний потяг, який він описував у своєму щоденнику та у автобіографічній художній трилогії «Дитинство. Отроцтво. Юність», і з яким боровся протягом свого життя.
Крім того тема чоловічої гомосексуальності присутня у низці інших творів Толстого, зокрема у його романах «Анна Кареніна» (1878), «Воскресіння» (1899) та повісті «Козаки» (1863).

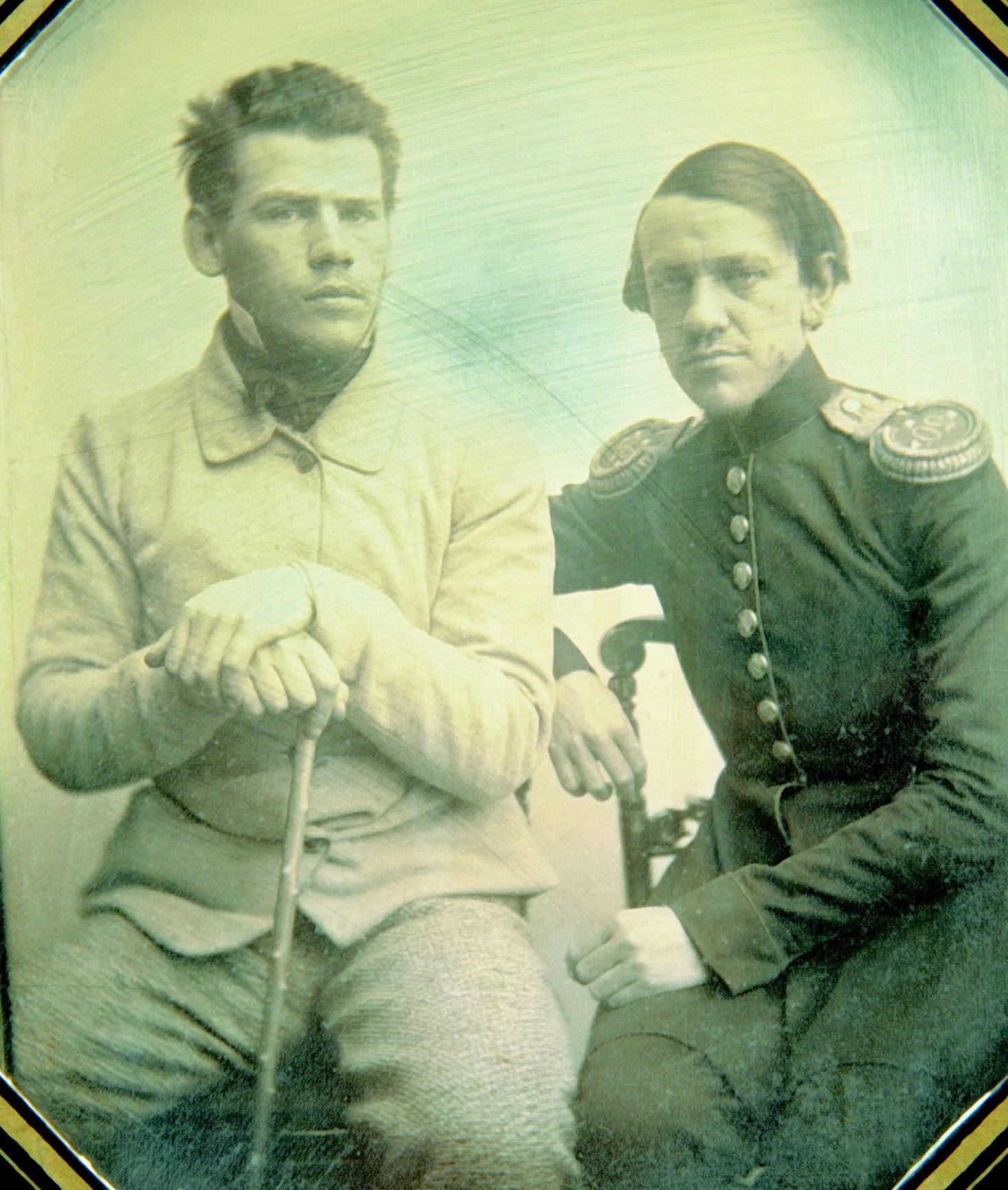
Лев Толстой у 1851 році. Праворуч його брат — Ніколай.

У автобіографічній повісті «Дитинство» (1852) Толстой описує перше сильне дитяче кохання головного персонажа твору, від імені якого ведеться оповідь й прототипом якого був сам Толстой, до хлопчика на ім'я Сергій Івін, прототипом якого був Олександр Мусін-Пушкін (1827—1904), друг дитинства Толстого: «Його оригінальна краса вразила мене з першого погляду. Я відчув до нього непереборний потяг. Бачити його було достатньо для мого щастя; і у свій час всі сили душі моєї були зосереджені в цьому бажанні: коли мені траплялося провести три чи чотири дні, не бачачи його, я починав сумувати, і мені ставало сумно до сліз. Усі мрії мої уві сні і на яву були про нього: лягаючи спати, я хотів, щоб він мені наснився; заплющуючи очі, я бачив його перед собою і плекав цю примару, як найкращу насолоду. Нікому у світі я не наважився б повірити цього почуття, так багато я дорожив ним. Можливо, тому, що йому набридало відчувати безперестанку спрямовані на нього мої неспокійні очі, або просто, не відчуваючи до мене жодної симпатії, він помітно більше любив гратися й розмовляти з Володею, ніж зі мною; але я все-таки був задоволений, нічого не бажав, нічого не вимагав і всім готовий був для нього пожертвувати. Крім пристрасного потягу, який він навіював мені, присутність його збуджувала в мені, не менш сильною мірою, інше почуття — страх засмутити його, образити чим-небудь, не сподобатися йому: можливо, через те, що обличчя його мало гордовитий вираз, чи через те, що, нехтуючи своєю зовнішністю, я надто багато цінував в інших переваги краси, чи, найімовірніше, через те, що це є неодмінною ознакою кохання, я відчував до нього стільки ж страху, скільки й любові». У першій редакції повісті «Дитинство» Толстой писав про те що головний герой твору був так само закоханий і в іншого брата Івіна — Петра, під чиїм іменем виведений один з братів Мусіна-Пушкіна.
У віці 18 років Толстой записав у щоденнику таку настанову самому собі: «дивись на товариство жінок, як на необхідну неприємність життя суспільного і, скільки можна, віддаляйся від них»..
Найбільш докладно про свою гомосексуальність Толстой написав у власному щоденнику 29 листопада 1851 року:
|  | Я ніколи не був закоханий у жінок. — Єдине сильне почуття, схоже на любов, я відчув лише, коли мені було 13 або 14 років; але мені [не] хочеться вірити, що це була любов, бо предметом була товста покоївка (щоправда, дуже гарненьке личко), до того ж від 13 до 15 років — час найбезладніший для хлопчика (отроцтво): не знаєш, на що кинутися, і хіть у цю епоху діє з надзвичайною силою. — У чоловіків я дуже часто закохувався: 1 коханням — були 2 Пушк[іна], потім 2-й —Саб[уров?], пот[ім] 3-й — Зиб[ін] і Дьяк[ов], 4 — Обол[енський], Блосфельд, Іслав[ін], ще Готьє і багато інших. — З усіх цих людей я досі люблю лише Д[якова]. Для мене головною ознакою любові є страх образити або [не] сподобатися людині, яка є предметом любові, просто страх. — Я закохувався в чоловіків ще до того, як мав уявлення про можливість педерастії; але навіть коли дізнався, думка про можливість злягання ніколи не спадала мені на гадку. — Дивний приклад нічим непояснюваної симпатії — це Г[отьє]. — Не маючи з ним жодних відносин, окрім щодо купівлі книжок, я спалахував жаром, коли він заходив до кімнати. — Моє кохання до Іс[лавіна] зіпсувало мені цілих 8 місяців життя в Петербурзі. — Хоча й не свідомо, я не дбав ні про що інше, окрім того, щоб йому сподобатися. — Всі люди, котрих я любив, відчували це, і я помічав: їм важко було дивитися на мене. — Часто, не знаходячи тих моральних якостей, котрих розум вимагав в любому предметі, або після якоїсь прикрості з ним, я відчував до них неприязнь; але ця неприязнь була заснована на любові. — До братів я ніколи не відчував такого роду любові. — Я ревнував дуже часто до жінок. — Я розумію ідеал любові – цілковита самопожертва любому предмету. І саме це я відчував. — Я завжди любив таких людей, котрі до мене були холодні й лише цінували мене. Чим я стаю старшим, тим рідше відчуваю це почуття. — Якщо й відчуваю, то не так пристрасно й до людей, котрі мене люблять, тобто навпаки, ніж було раніше. Краса завжди мала великий вплив на вибір; утім, приклад Д[ьякова]; але я ніколи не забуду ночі, коли ми з ним їхали з П[ирогова?], і мені хотілося, згорнувшись в укритті, його цілувати й плакати. — Була в цьому почутті й хіть, але навіщо вона сюди потрапила — вирішити неможливо; бо, як я казав, уява ніколи не малювала мені любричних картин —навпаки, я маю страшну відразу. Оригінальний текст (рос.) [Я никогда не былъ влюбленъ въ женщинъ. — Одно сильное чувство, похожее на любовь, я испыталъ только, когда мнѣ было 13 или 14 лѣтъ; но мнѣ [не] хочется вѣрить, чтобы это была любовь; потому что предметъ была толстая горничная (правда очень хорошенькое личико), притомъ же отъ 13 до 15 лѣтъ — время самое безалаберное для мальчика (отрочество): не знаешь, на что кинуться, и сладострастіе, въ эту эпоху, дѣйствуетъ съ необыкновенною силою. — Въ мужчинъ я очень часто влюблялся, 1 люб[овью] были 2 Пушк[ина], потомъ 2-й — Саб[уровъ?], пот[омъ] 3-ей — Зыб[инъ] и Дьяк[овъ], 4 — Обол[енскій], Блосфельдъ, Ислав[инъ], еще Готье и мн[огіе] др[угіе]. — Изъ всѣхъ этихъ людей я продолжаю любить только Д[ьякова]. Для меня, главный признакъ любви есть страхъ оскорбить или [не] понравиться л[юбимому] п[редмету], просто страхъ. — Я влюблялся въ м[ужчинъ], прежде чѣмъ имѣлъ понятіе о возможности педрастiи; но и узнавши, никогда мысль о возможности соитія не входила мнѣ въ голову. — Странный примѣръ ничѣмъ необъяснимой симпатіи — это Г[отье]. — Неимѣя съ нимъ рѣшительно никакихъ отношеній, кромѣ по покупкѣ книгъ. Меня кидало въ жаръ, когда онъ входилъ въ комнату. — Любовь моя къ Ис[лавину] испортила для меня цѣлыя 8 м[ѣсяцевъ] жизни въ Петерб[ургѣ]. — Хотя и безсознательно, я ни о чемъ др[угомъ] не заботился, какъ о томъ, чтобы понравиться ему. — Всѣ люди, кот[орыхъ] я любилъ, чувствовали это, и я замѣчалъ, имъ тяжело было смотрѣть на меня. — Часто, не находя тѣхъ моральныхъ условій, кот[орыхъ] разсудокъ требовалъ въ любимомъ предметѣ, или послѣ какой нибудь съ нимъ непріятн[ости], я чувствовалъ къ нимъ непріязнь; но непріязнь эта б[ыл]а основана на любви. — Къ братьямъ я никогда не чувствовалъ такого рода любви. — Я ревновалъ очень часто къ женщинамъ. — Я понимаю идеалъ любви — совершенное жертвованіе, собою, любимому п[редмету]. И имянно это я испытывалъ. — Я всегда любилъ такихъ людей, кот[орые] ко мнѣ были хладнокровны, и только цѣнили меня. Чѣмъ я дѣлаюсь старше тѣмъ рѣже испытываю э[то] ч[увство]. — Ежели и испытываю, то не такъ страстно, и къ людямъ, кот[орые] меня любятъ, т. е. наоборотъ того, что было прежде. Красота всегда имѣла много вліянія въ выборѣ; впрочемъ примѣръ Д[ьякова]; но я никогда не забуду ночи, когда мы съ нимъ ѣхали изъ П[ирогова?], и мнѣ хотѣлось, увернувшись подъ полостью, его цѣловать и плакать. — Было въ этомъ чувствѣ и сладостр[астіе], но зачѣмъ оно сюда попало, рѣшить невозможно; потому что, какъ я говорилъ, никогда воображеніе не рисовало мнѣ любрическія картины, напротивъ, я имѣю страшное отвращеніе. —] Помилка: {{Lang}}: текст вже має курсивний шрифт (допомога) |

У першій редакції повісті Юність, що була опублікована 1857 р., Толстой описував персонажа Дмитра Нехлюдова, прототипом якого був близький друг письменника — Дмитро Дьяков, як «людину, яку я любив понад усе на світі».
В останні десятиліття свого життя Толстой сильно зблизився з Володимиром Черковим, що був організатором релігійно-етичного руху толстовців. Дружина Толстого Софія ревнувала свого чоловіка до Черткова та публічно заявляла про гомосексуальне підґрунтя прихильності Толстого.

### Родина
Рання смерть його брата Миколи у 1860 році вплинула на Толстого та спонукала його до бажання одружитися, аби продовжити рід. 23 вересня 1862 року Толстой одружився з Софією Андріївною Берс, яка була на шістнадцять років молодша за нього та була дочкою придворного лікаря. У них було 13 дітей, восьмеро з яких пережили дитинство.
Шлюб з самого початку був позначений сексуальною пристрастю та емоційною нечутливістю. Толстой напередодні одруження дав нареченій прочитати свої щоденники, в яких детально описував своє довге сексуальне минуле та той факт, що одна з кріпачок у його маєтку народила йому сина. Їхнє подальше спільне життя було описане Ендрю Вілсоном як одне з найнещасливіших в історії літератури. Коли Толстой закінчував останні частини «Анни Кареніної», він перебував у тривожному стані душі і почав прибирати зброю та мотузки, боячись самогубства.

## Основні твори

### Романи
- Сімейне щастя (1859)
- Війна і мир (1863 — 1869, друкувався з 1865, перше окреме. вид. 1867—1869, третє видання виправлене 1873)
- Анна Кареніна (1873–1877, опубліковано 1875—1877)
- Князь Федір Щетинін (1877 — 1878)
- Декабристи (1884)
- Воскресіння (1889 — 1899, опубліковано 1899)
- Роман про добу Петра I (опубліковано 1936)

### Повісті
- Дитинство, Отроцтво та Юність (вся трилогія опублікована 1864)
  - Дитинство (1852)
  - Отроцтво (1854)
  - Юність (1857)
- Два гусари (1856)
- Ранок поміщика (1856)
- Альберт (1858)
- Ідилія (1861—1862, опубліковано 1911)
- Полікушка (1862)
- Козаки (опубліковано 1863)
- Фальшивий купон (кін. 1880-х-1904, опубліковано 1911)
- Смерть Івана Ілліча (1884–1886)
- Записки божевільного (1884—1903, опубліковано 1912)
- Крейцерова соната (1887 — 1889, опубліковано 1891)
- Диявол (1889—1890, опубліковано 1911)
- Батько Сергій (1890—1898, опубліковано 1911)
- Господар та працівник (1895)
- Хаджі-Мурат (1896—1904, опубліковано 1912)

### Оповідання
- Севастопольські оповідання (1855—1856)
  - Севастополь в грудні місяці
  - Севастополь в травні
  - Севастополь в серпні 1855 року

## Толстой і Україна
Здійснив поїздку до Києва протягом 14—16 червня 1879 року, де відвідав Києво-Печерську лавру, Софійський і Михайлівський собори, Духовну академію та деякі інші сакральні пам'ятки. У супроводі професора Миколи Петрова ознайомився із Церковно-археологічним музеєм при Київській духовній академії. Ймовірно, зупинявся у сестри своєї дружини Т. А. Кузьминської на теперішній вулиці Гетьмана Павла Скоропадського № 9. Відтворив київські враження у праці «Дослідження догматичного богослов'я» та інших.
У жовтні 1884 року Лев Толстой гостював у художника Миколи Ґе на хуторі поблизу села Івангорода, де відвідав івангородську лікарню та місцеву школу. Письменник побував також у селі Іржавець, зустрічався там із родиною Ревуцьких.

### Українські переклади
Українською мовою Толстого перекладали Борис Ткаченко, Олексій Кундзіч (роман «Війна і мир») та інші.
- Лєв Толстой. Відродженє. Переклад з російської В. Сімовича. — Чернівці: Буковина, 1900. — Ч. 1 — 154 с.
- Лев Толстой. Війна і мир: У 4 т. — Т. 1–2. Переклад з російської О. Кундзіч, під редакцією О. Кундзич. — Київ: Держлітвидав України, 1952. — 599 с.
- Лев Толстой. Війна і мир: У 4 т. — Т. 3–4. Переклад з російської О. Кундзіч, під редакцією О. Кундзич. — Київ: Держлітвидав України, 1953. — 601 с.
- Лев Толстой. Анна Кареніна. Роман на вісім частин. Переклад з російської: А. Хуторян. Іл. А. Ванеціана. — Київ: Держлітвидав України, 1955. — 704 с.
- Лев Толстой. Воскресіння. Переклад з російської: А. Хуторян. Ілюстрації Л. С. Пастернака. — Київ: Державне видавництво художньої літератури, — 1952. — 390 с.
- Лев Толстой. Дитинство. Отроцтво. Юність. Пер. з рос. А. С. Дорошенко., іл Л. Клементьєва — К. : Молодь, 1950. — 268 с.
- Лев Толстой. Твори у 12 томах. — Київ: Держлітвидав України, 1958—1960.
  - Том 1. Дитинство. Отроцтво. Юність. Пер. з рос. М. В. Путрі. — К. : Державне видавництво художньої літератури, 1958. — 466 с.
  - Том 2. Повісті та оповідання (1852—1856); Переклад з російської? — К. : Державне видавництво художньої літератури, 1958. — 401 с.
  - Том 3. Повісті та оповідання (1857—1863); Переклад з російської? — К. : Державне видавництво художньої літератури, 1958. — 476 с.
  - Том 4–7. Війна і мир; Пер. з рос. О. Кундзіч. — К. : Державне видавництво художньої літератури, 1958, 1958, 1959, 1959. — 390, 408, 424 та 376 с.
  - Томи 8–9. Анна Кареніна; Пер. з рос. А. Хуторяна. — К. : Державне видавництво художньої літератури, 1958, 1959. — 496 та 442 с.
  - Том 10. Повісті, оповідання, п'єси (1872—1900); Пер. з рос. О. Кундзіч. — К. : Державне видавництво художньої літератури, 1960. — 482 с.
  - Том 11. Воскресіння; Пер. з рос. А. С. Хуторяна. — К. : Державне видавництво художньої літератури, 1960. — 488 с.
  - Том 12. Повісті та оповідання (1890—1910). — К. : Державне видавництво художньої літератури, 1960. — 429 с.

## Див. також

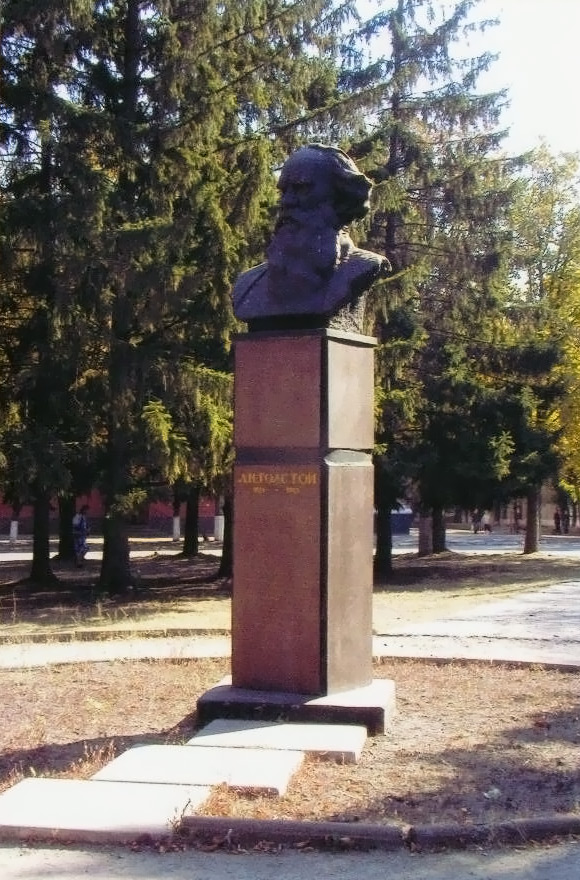
Колишній пам’ятник Льву Толстому у Кривому Розі

## Видання творів
- Полное собрание сочинений. Юбилейное издание: В 90 т. — М., 1928—1958. Указатели к Полному собранию сочинений Л. Н. Толстого. — М., 1964.
- Л. Н. Толстой. Собрание сочинений: В 22 т. — М., 1978—1985.